# Santo Domingo de Guzmán (El Salvador)
Santo Domingo de Guzmán (en idioma náhuat: Witzapan) es un distrito localizado en el departamento de Sonsonate, El Salvador. De acuerdo al censo salvadoreño de 2024, tiene 7 291 habitantes. 
Es conocido por albergar la mayor cantidad de hablantes de Náhuat de El Salvador con 145 nahuahablantes en el distrito, según el censo salvadoreño de 2024, una cantidad importante de los 1 135 nahuablantes a nivel nacional. 
Además, gran parte de la población se identifica como indígena, siendo de los distritos con mayor población indígena de El Salvador, ya que 1 674 de los habitantes se identifican de esta manera, representando el 23,0% de la población total.
También la cascada más alta de El Salvador, siendo la cascada El Escuco, con aproximadamente 80 metros de altura, se encuentra en el distrito.
| Censo | Población | Cambio | Porcentaje |
| ----- | --------- | ------ | ---------- |
| 2007  | 7 055     | N/D    | N/D        |
| 2024  | 7 291     | 236    | 3.3%       |

## Historia
El poblado fue fundado por pueblos pipiles al norte de su actual asiento. Su desarrollo económico de este pueblo estaba basado en la agricultura de cultivos como el maíz, frijol o ayote y hacer alfarería de barro. Además, estos formaban parte de su alimentación.

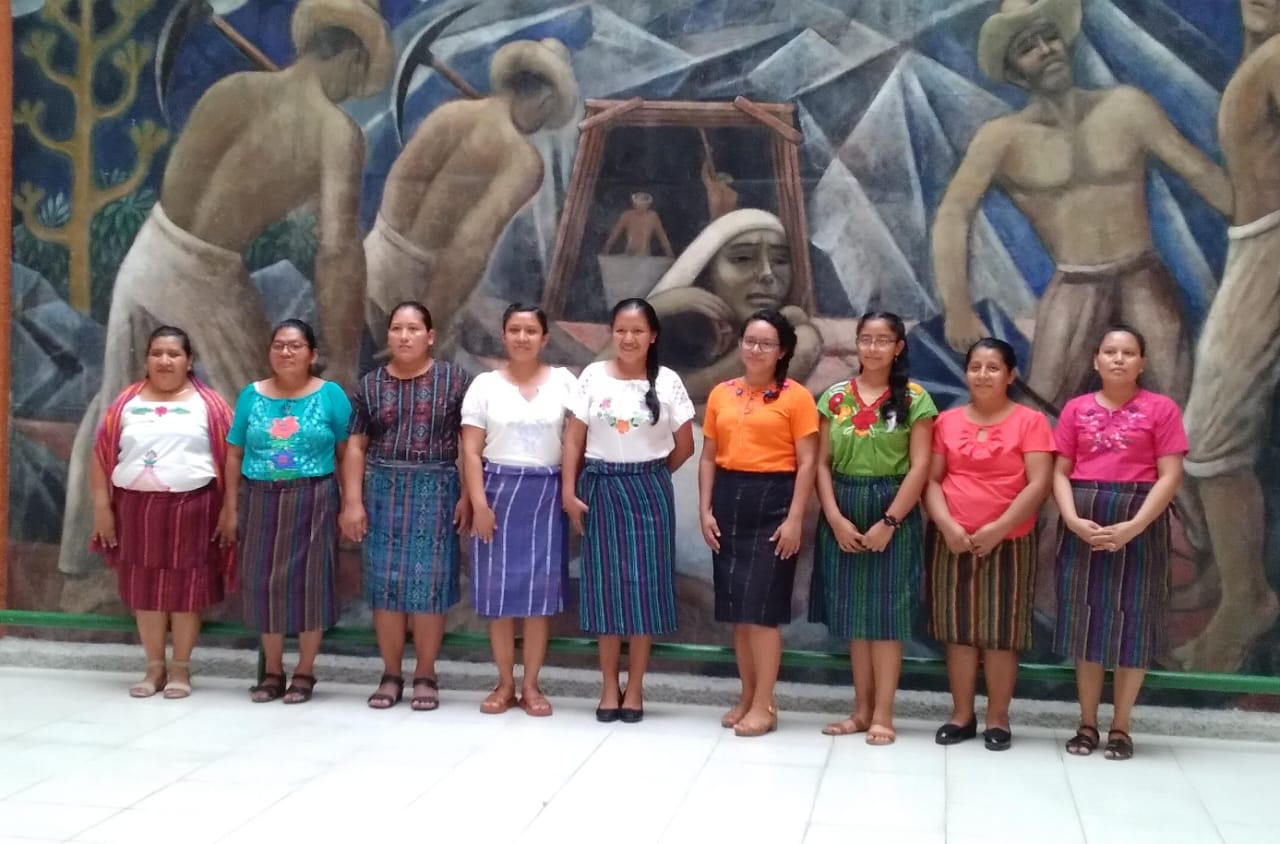
Unas cantantes de la lengua náhuat con su traje tradicional indígena en Santo Domingo de Guzmán.

En 1572 era un pueblo de doctrina a cargo de Dominicos de Sonsonate, quienes le asignaron el nombre de «Santo Domingo». Hacia 1770 fue anexado a la parroquia de Nahuizalco, tiempo en el cual era habitado por 146 personas.

### Pos-independencia
Entre 1821 y 1823 formó parte del Estado de Guatemala y, desde 1824, lo es de su actual departamento de El Salvador.
En el informe de mejoras materiales del departamento de Sonsonate hecho por el gobernador Teodoro Moreno en el 21 de junio de 1854, notó: "Se está reedificando el cabildo y un altar de la Iglesia El Mexicoco".
En el informe del 6 de septiembre el gobernador Tomás Medina, notó: "Se está construyendo un hermoso altar en la capilla, se concluyó la casa de Cabildo, cubierta de teja, y se han compuesto los caminos."
En el informe del 12 de octubre, el gobernador Tomás Medina, notó: "Se han compuesto los caminos, y no han emprendido ninguna obra material por la exhaustez de sus fondos."
En el año 1890 su población se estimó en 1.026 habitantes.

## Toponimia
Su nombre honra a Domingo de Guzmán, santo de la iglesia católica.

## Información general
Su nombre original es Witzapan que en idioma náhuat significa "Río de las Espinas", aunque normalmente el sufijo "-apan" en topónimos suele ser metafórico y solo denotar abundancia, por lo que la traducción más adecuada sería "El Zarzal". Sus fiestas patronales se celebran en agosto en honor a "Santo Domingo de Guzmán".Se caracteriza por la producción de comales y ollas. Asimismo, cuenta con cantones que son El Carrizal, El Caulote, El Zope y El Zarzal.
Santo Domingo de Guzmán es uno de los últimos lugares donde se habla el idioma náhuat. Según datos de la Secretaría de Asuntos Indígenas (CONCULTURA) de 1,996 aún hay unos 100 hablantes nativos en todo el país, entre ellos 35 en Santo Domingo de Guzmán y 15 en Cuisnahuat. En el marco de un proyecto financiado por la Fundación Círculo Solidario, en una escuela de Santo Domingo de Guzmán ahora se enseña Nahuat como segunda lengua.
Su gastronomía son los tamales de gallina, atol de elote, tamales de elote y la sopa de pata. Este lugar tiene la mayor cantidad de hablantes de Náhuat de El Salvador con 57 nahuahablantes según el censo de nahuahablantes de diciembre del 2022